# Dessauite-(Y)
La dessauite-(Y) è un minerale appartenente al gruppo della crichtonite.

## Etimologia
Il nome è in onore del mineralogista italiano Gabor Dessau (1907-1983)